# Trzonki
Trzonki (deutsch Trzonken, 1938 bis 1945 Mövenau) ist ein Dorf in der polnischen Woiwodschaft Ermland-Masuren und gehört zur Gmina Pisz (Stadt- und Landgemeinde Johannisburg) im Powiat Piski (Kreis Johannisburg).

## Geographische Lage
Trzonki liegt in der östlichen Woiwodschaft Ermland-Masuren, sechs Kilometer nördlich der Kreisstadt Pisz (deutsch Johannisburg).

## Geschichte
Das kleine vor 1579 Trzunky, vor 1785 Trzionken und bis 1938 Trzonken genannte Dorf wurde 1513 durch den Deutschen Ritterorden als Freigut mit 20 Hufen nach Magdeburger Recht gegründet. 
Der Ort gehörte zum Kreis Johannisburg im Regierungsbezirk Gumbinnen (ab 1905: Regierungsbezirk Allenstein) in der preußischen Provinz Ostpreußen. Von 1874 bis 1945 war er in den Amtsbezirk Sdorren (ab 1938 „Amtsbezirk Dorren“) eingegliedert.
Im Jahre 1910 waren in Trzonken 231 Einwohner gemeldet. Ihre Zahl stieg bis 1933 auf 284 und belief sich 1939 noch auf 282.
Am 3. Juni (amtlich bestätigt am 16. Juli) 1938 wurde Trzonken aus politisch-ideologischen Gründen der Abwehr fremdländisch klingender Ortsnamen in „Mövenau“ umbenannt.
In Kriegsfolge kam das Dorf 1945 mit dem gesamten südlichen Ostpreußen zu Polen und erhielt die polnische Namensform „Trzonki“. Heute ist es Sitz eines Schulzenamtes (polnisch Sołectwo) und als solches eine Ortschaft im Verbund der Stadt- und Landgemeinde Pisz (deutsch Johannisburg) im Powiat Piski (Kreis Johannisburg), bis 1998 der Woiwodschaft Suwałki, seither der Woiwodschaft Ermland-Masuren zugehörig.

## Religionen
Trzonken war bis 1945 in die evangelische Kirche Adlig Kessel in der Kirchenprovinz Ostpreußen der Kirche der Altpreußischen Union sowie in die römisch-katholische Kirche in Johannisburg im Bistum Ermland eingepfarrt. 
Heute gehört Trzonki katholischerseits zur Pfarrei Kociołek Szlachecki im Bistum Ełk der Römisch-katholischen Kirche in Polen. Die evangelischen Einwohner orientieren sich zur Kirchengemeinde in der Kreisstadt Pisz innerhalb der Diözese Masuren der Evangelisch-Augsburgischen Kirche in Polen.

## Verkehr
Trzonki liegt östlich der polnischen Landesstraße 63 und ist von Szczechy Wielkie (Groß Zechen) aus über eine Stichstraße zu erreichen. Außerdem besteht eine Landwegverbindung von Rostki (Rostken) über Szczechy Małe (Klein Zechen) nach Trzonki.
Bis 1945 war Trzonken / Mövenau Bahnstation an der Bahnstrecke Lötzen–Johannisburg, auf der in Kriegsfolge der Betrieb eingestellt und die Anlagen demontiert wurden. Der Bahnhof lag einen Kilometer westlich des Dorfes. Das Gebäude wurde 1998 renoviert.